# Jacob Grimm
Jacob Ludwig Karl Grimm (n. 4 ianuarie 1785, Hanau – d. 20 septembrie 1863, Berlin) a fost un cunoscut lingvist, folclorist și scriitor german. Este cunoscut mai ales pentru cele două volume de povești pe motive populare germane, pe care le-a scris împreună cu fratele său Wilhelm Grimm. Jacob Grimm este fondatorul școlii mitologice în folcloristică și autorul unui important studiu intitulat Mitologia germană (2 vol., 1835). A mai scris Gramatica limbii germane (1819) și Dicționarul limbii germane (împreună cu Wilhelm Grimm, neterminat) ș.a.
A corespondat cu Josef Haltrich, directorul Gimnaziului din Sighișoara, pe marginea culegerii basmelor populare săsești din Transilvania.

## Scrieri
- 1811: Despre «Meistergesang»-ul vechi german ("Über den altdeutschen Meistergesang")
- 1812/1815 și 1819/1822: Povești pentru copii ("Kinder- und Hausmärchen")
- 1816/1818: Legendele germane ("Deutsche Sagen")
- 1819/1837: Gramatica germană ("Deutsche Grammatik")
- 1835: Mitologia germană ("Deutsche Mythologie")
- 1848: Istoria limbii germane ("Geschichte der deutschen Sprache")
- 1852/1861: Dicționar german ("Deutsches Wörterbuch").